# Bérenga-Silmi-Mossi
Pour les articles homonymes, voir Bérenga.
Ne doit pas être confondu avec Bérenga-Mossi ou Bérenga-Foulbé.
Bérenga-Silmi-Mossi est une commune rurale située dans le département de Kalsaka de la province du Yatenga dans la région Nord au Burkina Faso.

## Géographie
Bérenga-Silmi-Mossi se trouve à environ 20 km au sud-ouest du centre de Kalsaka, le chef-lieu du département, et à 40 km au sud de Séguénéga et de la route nationale 15. Le village est sur les bords du Nakembé, qui à cet endroit constitue le lac de retenue créé par le barrage Oumarou-Kanazoé à Toéssin, le plus important de toute la région.
Bien qu'entités administrativement distinctes, Bérenga-Silmi-Mossi forme un ensemble avec Bérenga-Mossi et Bérenga-Foulbé.

## Histoire
Bérenga-Silmi-Mossi se distingue de Bérenga-Mossi par son peuplement historique Silmi-Mossi soit un métissage entre populations Peulh et Mossi.

## Économie
L'économie de Bérenga-Silmi-Mossi est principalement orientée sur l'agriculture et l'élevage pratiqués à grande échelle grâce à l'irrigation permise par le lac. En raison du lac de barrage, la zone est cependant infestée par la plante invasive Typha australis que des campagnes d'éradication tentent de contenir.

## Santé et éducation
Bérenga-Silmi-Mossi accueille un centre de santé et de promotion sociale (CSPS) tandis que le centre médical avec antenne chirurgicale (CMA) de la province se trouve à Séguénéga.
Le village possède une école primaire et l'un des collèges d'enseignement général (CEG) du département.